# Platytarus gracilis
Platytarus gracilis es una especie de escarabajo de la familia Carabidae.

## Distribución geográfica
Se distribuye por el paleártico: sudoeste de Europa (España), noroeste del Magreb, este de las islas Canarias y mitad occidental de Oriente Próximo.